# Dennewitzi csata
A dennewitzi csata 1813. szeptember 6-án zajlott le Bernadotte Károly János svéd koronaherceg (korábban Franciaország marsallja, később XIV. Károly János svéd király) által vezetett szövetséges (svéd–orosz–porosz) és a Ney által parancsnokolt francia haderő között és a szövetségesek győzelmével végződött. (A német források kihangsúlyozzák a porosz győzelmet  és von Bülow szerepét, mert a csatában zömében csak porosz erők vettek részt, a maguk erejéből elért győzelem felvillanyozta a poroszokat; ezt tekintették a I. Napóleon császár elleni felszabadító küzdelem egyik döntő lépcsőfokának.)
Ez a vereség akadályozta meg a francia császárt Berlin elfoglalásában és vezetett majd a lipcsei népek csatájához.

## Előzmények
1813 augusztusának végén a francia császár azt tervezte, hogy Berlinnek – az ellenséges erők egyik fővárosának – elfoglalásával kiüti a poroszokat a további harcokból. Oudinot marsallt bízta meg a feladattal, aki több csatában kudarcot vallott, a legdöntőbbnek a großbeereni csatában elszenvedett veresége bizonyult, amikor Wittenbergig szorították vissza. Ekkor bízta meg Napóleon a Neyt a parancsnoksággal.

## A csata
Ney marsall közel 58 000 katonájával szeptember 6-án ismét megkísérelte Berlin elfoglalását, ekkor került összeütközésbe a porosz–orosz vegyes erőkkel Dennewitznél. Őket – a korábbi Bernadotte francia marsall – Károly svéd koronaherceg vezette. Ney nem akarta megismételni Oudinot marsall korábbi, a großbeereni csatában elkövetett hibáját, és egyben tartotta seregét, hogy seregrészei ne szakadjanak el egymástól. Hosszú menetoszlopban indult támadásra a legegyszerűbb úton. Ennek következtében a csata „hullámzóvá vált”, ahogy a frissen érkező franciák és a megerősített szövetségesek rohamai váltották egymást.
A francia  hadsereg másik gyengesége az volt, hogy az 1812-es oroszországi hadjáratban szinte teljesen elveszett a lovassága, emiatt hiányos lett a felderítőképessége. A másik gondot a két francia parancsnok között fennálló feszült viszony jelentette: Oudinot-t bosszantotta, hogy Ney alá osztották be. Ney elhatározta, hogy gyors menetben indul Berlin irányába, keveset törődött a felderítéssel, így a franciák belesétáltak a szövetségesek összpontosított védelmi erőibe. Kezdetben a szövetségeseket visszaszorították, de Bülow poroszai megerősítették az amúgy is főképpen poroszokból álló svéd koronaherceg seregét.
Bülow szerette volna átvenni a szövetségesek irányítását a nap hátralévő részében. A csata újabb lendületet vett és a franciák már a győzelem küszöbéhez érkeztek, de Ney nem kapott támogatást Oudinot-tól, ami döntően befolyásolta az ütközet végső kimenetelét. Ney egyedül akarta a győzelem dicsőségét megszerezni, de egy váratlan homokvihar elszakította Oudinot-tól, és ez megfordította a csata kimenetelét. A szövetségesek megkettőzték támadásaik erejét, Bernadotte pedig megérkezett seregével a franciák bal szárnyára. A franciák visszavonulásra kényszerültek. A franciák 8–10 000 katonát, a szövetségesek 7–9000-et veszítettek.

## Következmények
A Bajor Királyság a berlini hadjárat kudarca után kilépett a háborúból . A többi német állam ingadozni kezdett a Francia Birodalom támogatásában. Friedrich Wilhelm von Bülow megkapta a Dennewitz grófja címet.

## A csata egyéb főszereplői és emlékei

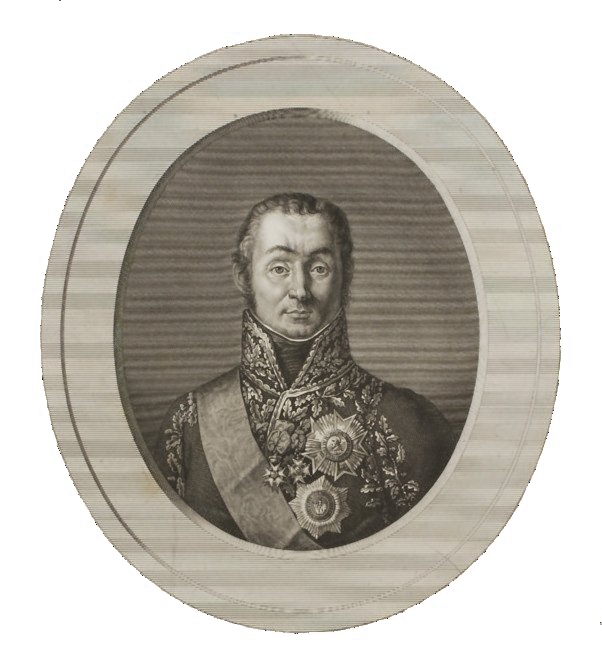
Oudinot marsall
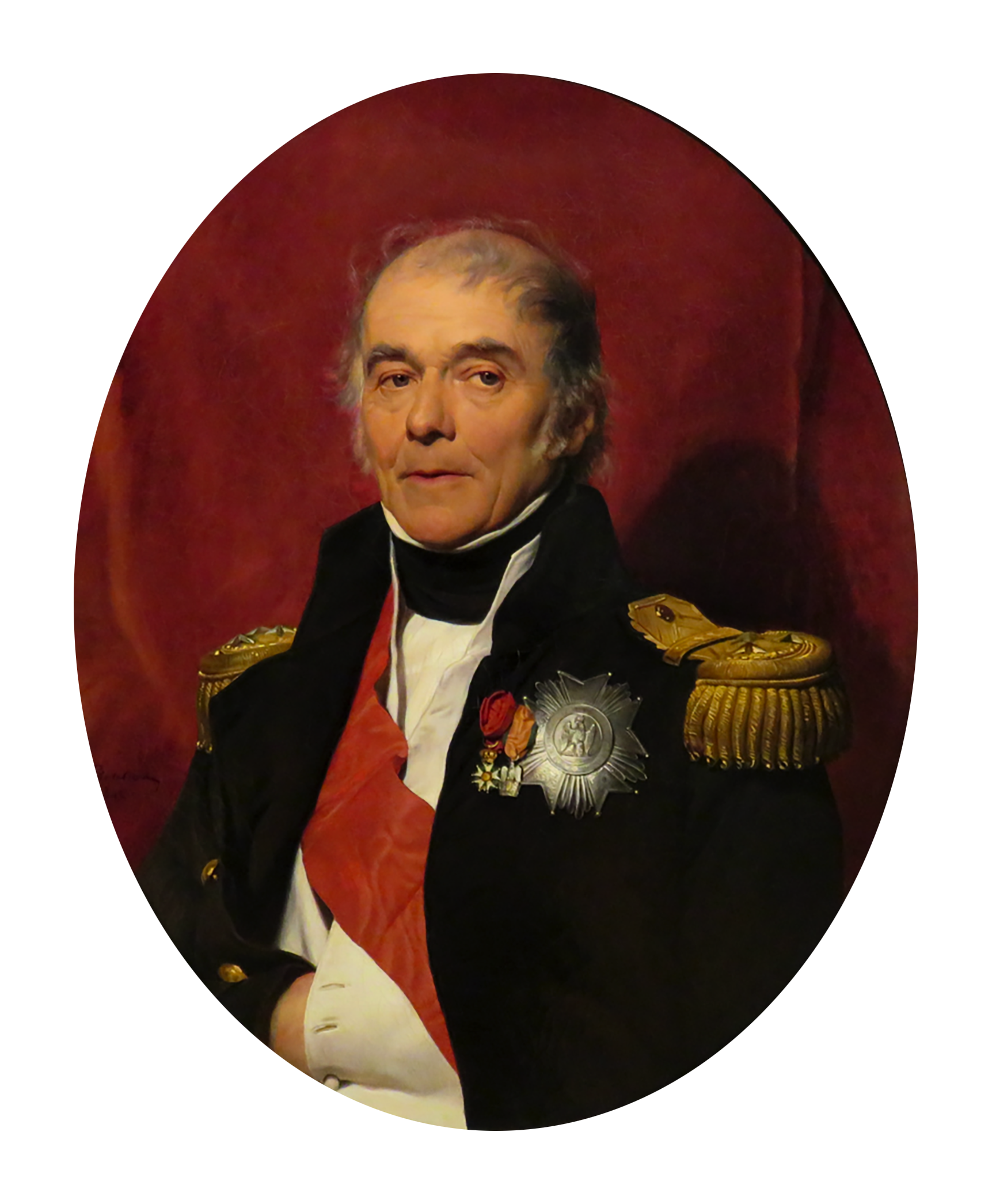
Bertrand
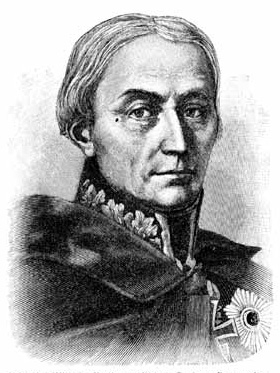
von Bülow
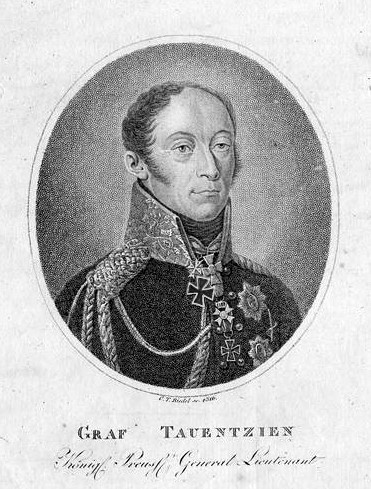
Bogislav von Tauentzien
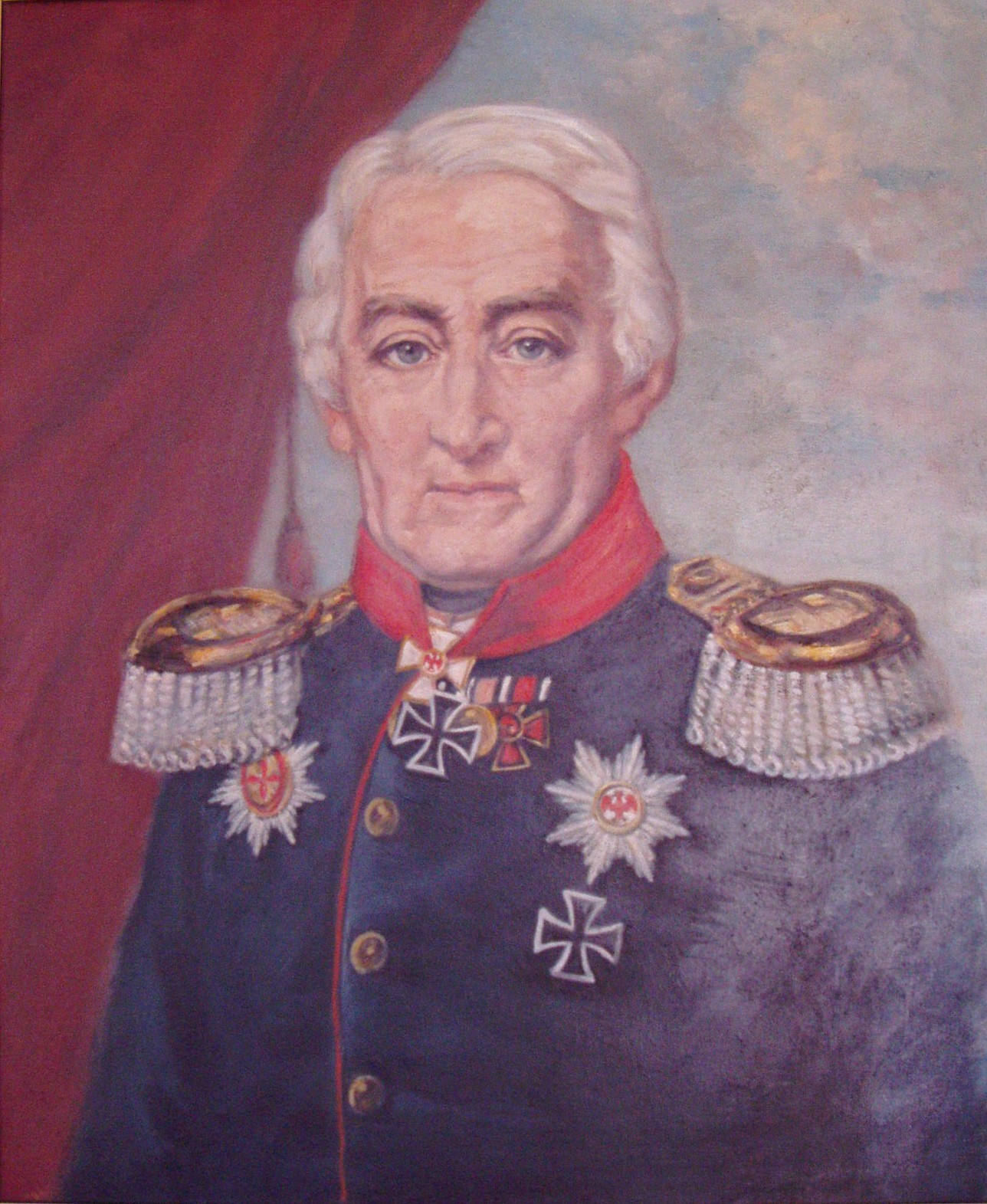
Leopold Wilhelm von Dobschütz („Dennewitz hőse”)
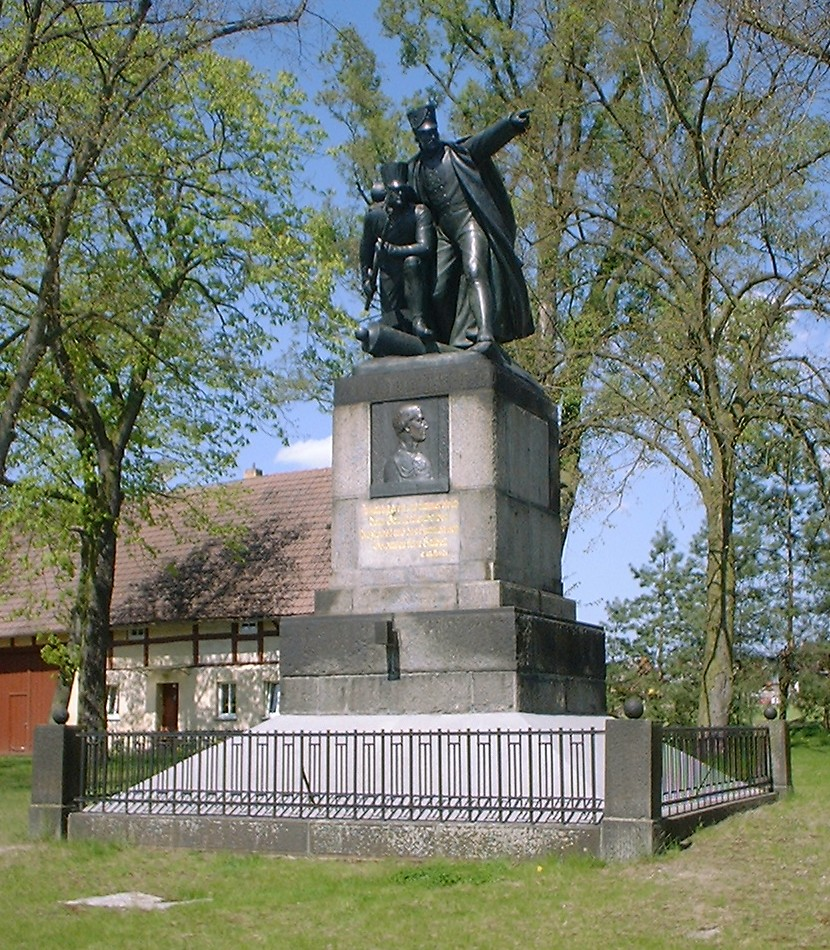
Bülow emlékműve
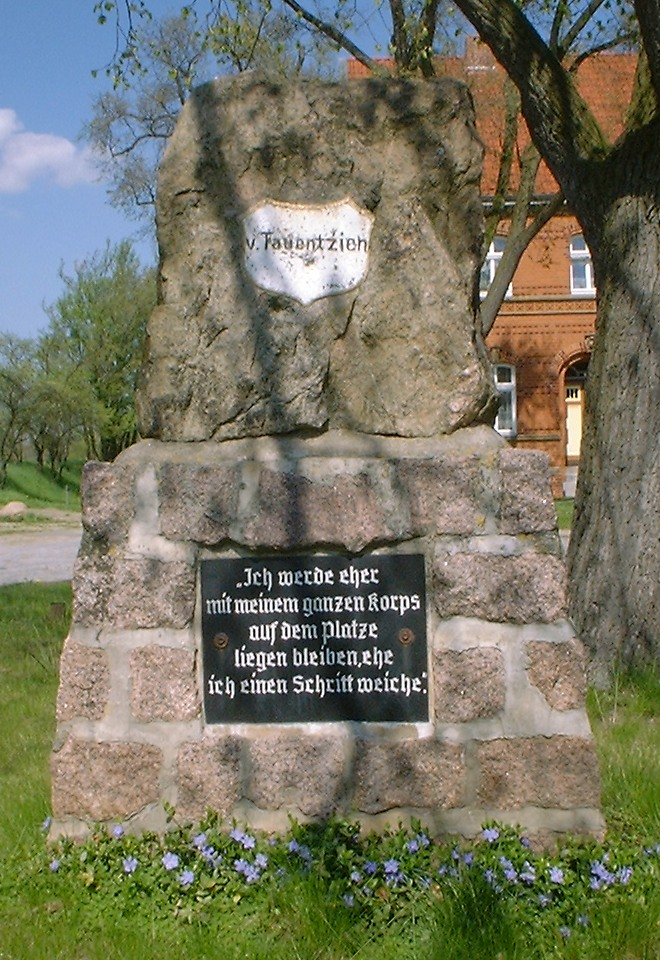
A csata másik hősének, Tauentzien tábornoknak emlékműve

## Fordítás
- Ez a szócikk részben vagy egészben  a   Battle of Dennewitz című angol Wikipédia-szócikk fordításán alapul.  Az eredeti cikk szerkesztőit annak laptörténete sorolja fel. Ez a jelzés csupán a megfogalmazás eredetét és a szerzői jogokat jelzi, nem szolgál a cikkben szereplő információk forrásmegjelöléseként.